# Lyle in Cube Sector
Lyle in Cube Sector est un jeu vidéo amateur développé sur Multimedia Fusion par un américain du nom de Nic Destefano. Il s'agit d'un jeu de plate-forme.

## Histoire
Lyle avait un chat du nom de Keddums qui lui fut volé durant son sommeil par un mystérieux inconnu. Le but du jeu est donc de récupérer son chat en bravant tous les obstacles qui se dresseront sur le chemin de Lyle.